# ЗАЗ А10Л І-Ван
ЗАЗ А10L50 (англ. ZAZ A10 Lux)  — туристичний автобус середнього класу, призначений для перевезення туристів, розроблений ЗАТ «ЗАЗ» в 2009 році.
Автобус ІІІ класу, довжиною 8,27 м, розрахований на перевезення 31 пасажира і одного супроводжуючого (гіда або другого водія). Комфорт забезпечують м'які регульовані сидіння, покращена звукоізоляція, тоновані склопакети і килим на підлозі. У салоні наявні: кліматична установка, відеосистема з LCD телевізором і кухонний блок.
Автобус розроблений «Конструкторсько-технологічним відділом автобусобудування» (м. Львів — структурним підрозділом НТЦ ЗАТ «ЗАЗ». Проект створення автобусів ЗАЗ А10 розпочато у 2008 році; площі виробництва, окрім ЗАЗу, були обрані у Іллічівську на заводі «Іллічівський завод автоагрегатів».
Ця модель оснащена економічним турбодизелем з інтеркулером Deutz Євро 3 (4,76 л) потужністю 185 к.с.. Контрольна витрата палива під час пробігу склала у A10L близько 18 л на 100 км. Застосовано коробку передач, зчеплення і рульове керування ZF, задній міст RABA, гальмівна система Knorr Bremse, кондиціонер WEBASTO, систему рідинного опалення з конвектором WEBASTO. Використання комплектуючих відомих європейських виробників забезпечує високу якість машини. Разом із тим, конструкція дозволяє легко провести заміну двигуна за бажанням замовника на більш дешевий — індійський Tata або двигун виробництва MWM, Бразилія.
Під стать механіки високоякісний кузов українського виробництва, де основним тримальним елементом конструкції є каркас кузова, який виконано зі сталевих труб. Боковини до лінії вікон обшиті листами оцинкованої сталі, які оцинковуються для того, щоб сталь повільніше окислювалася, тобто для сповільнення кородування. Бокові склопакети вклеєні у каркас кузова, а передня і задня панелі зроблені із склопластику. Останнє дозволяє, по-перше, обійтися у виробництві без дорогих штампів, а по-друге, міняти зовнішність машини на догоду мінливій моді.
Подальша доля автобуса A10L залежить від ситуації на ринку. Завод після проходження сертифікації в УкрСепро поставив машину на серійне виробництво. На «ЗАЗі» сподіваються, що цей «турист» добре попрацює під час футбольного чемпіонату «Євро-2012».

## Технічні характеристики
| Клас                                                 | міжміський, туристичний автобус ІІІ класу                                          |
| Виробник                                             | ЗАТ «ЗАЗ»                                                                          |
| Модифікація                                          | ЗАЗ А10L50                                                                         |
| Розробка                                             | НТЦ ЗАЗ                                                                            |
| Кузов                                                | тримальний, вагонного компонування                                                 |
| Гарантія, роки/пробіг тис. км                        | один рік або 80 тис.км                                                             |
| Ресурс кузова, не менше ніж                          | десять років                                                                       |
| Довжина, мм                                          | 8270                                                                               |
| Ширина, мм                                           | 2420                                                                               |
| Висота, мм                                           | 3260                                                                               |
| Колеса                                               | бездискові, (4×2)                                                                  |
| Шини                                                 | 225/75R 17.5                                                                       |
| Колісна база, мм                                     | 4000                                                                               |
| Споряджена маса, кг                                  | 7650                                                                               |
| Повна маса автобуса, кг                              | 10400                                                                              |
| Об'єм багажних відсіків, м3                          | 4,2                                                                                |
| Колія задніх коліс, мм                               | 1800                                                                               |
| Колія передніх коліс, мм                             | 2000                                                                               |
| Максимальне навантаження на передню вісь, кг         | 4000                                                                               |
| Максимальне навантаження на задню вісь, кг           | 6550                                                                               |
| Висота підлоги, см                                   | 123                                                                                |
| Підвіска, тип                                        | пневматична, передня незалежна                                                     |
| Підйом, який може подолати автобус, %                | 20                                                                                 |
| Радіус повороту, не більше, метри                    | 7,5                                                                                |
| Настил підлоги                                       | типу «грабіол»                                                                     |
| Сидіння                                              | комфортабельні, виконано з синтетичних матеріалів, крісла з можливістю регулювання |
| Висота салону, мм, ззаду/зпереду                     | 2000                                                                               |
| Двері                                                | з розвинутим остекленням (передні), одностворчасті притискного типу                |
| Формула дверей                                       | 1-0-1                                                                              |
| Висота дверей, мм                                    | 2000                                                                               |
| Ширина дверних прорізів у одностворчастих дверях, см | 700                                                                                |
| Опалення у салоні                                    | Рідинний підігрівач Webasto DBW 230.70                                             |
| Вентиляція у салоні                                  | кліматична установка Webasto; дахові люки; кватирка водія                          |
| Кермо (з гідропідсилювачем)                          | ZF 8095 Servocom                                                                   |
| Сидячих місць, шт.                                   | 31+1                                                                               |
| Стоячих місць, шт.                                   | не розраховано                                                                     |
| Повна місткість, чол                                 | 31+1                                                                               |
| Передній міст                                        | ЗАЗ                                                                                |
| Задній міст                                          | RABA                                                                               |
| Коробка передач                                      | ZF 6S 710 BO                                                                       |
| Кількість передач КПП, шт                            | 6                                                                                  |
| Двигун                                               | дизельний чотиритактний Deutz BF4M1013FC                                           |
| Розташування двигуна                                 | у задньому звісі                                                                   |
| Кількість циліндрів                                  | 4                                                                                  |
| Робочий об'єм, літри                                 | 4,76                                                                               |
| Ємність паливного бака, літри                        | 160                                                                                |
| Відповідність екологічним нормам                     | Euro-3                                                                             |
| Передпусковий підігрівач                             | +                                                                                  |
| Обертальний момент, Нм                               | 700                                                                                |
| Потужність, кВт /к.с.                                | 140 /185                                                                           |
| Охолодження двигуна                                  | Рідинне                                                                            |
| Робоча гальмівна система Knorr Bremse, Німеччина     | Пневматична, двохконтурна, гальмівні механізми дискові                             |
| Стоянкова гальмівна система                          | діє на гальмівні механізми ведучого моста                                          |
| Додаткова гальмівна система                          | Гірське (моторне) гальмо                                                           |
| Запасна гальмівна система                            | Один із контурів робочої гальмівної системи                                        |
| система ABS і ASR                                    | Knorr Bremse                                                                       |
| Педалі гальма і зчеплення                            | Knorr Bremse                                                                       |
| Витрати пального при 60км/год на 100 км, літри       | 18                                                                                 |
| Час розгону до швидкості 60 км/год, сек              | 30                                                                                 |
| Максимальна швидкість руху, км/год                   | 100                                                                                |

## Модифікації
- ZAZ A10L50 — туристичний автобус середнього класу, всього 31 сидяче місце, двигун Deutz BF4M1013FC Євро-3 потужністю 185 к.с. (виготовлено 14 автобусів)
- ZAZ A10L54 — туристичний автобус середнього класу, всього 31 сидяче місце, двигун Deutz TCD2013 L04 4V 4,764 л Євро-4 потужністю 185 к.с.[2] (виготовлено 1 автобус)